# Karl-Heinz Friedrich
Karl-Heinz Friedrich (* 12. Juli 1924 in Thüringen; † 27. August 2013 in Lembruch) war ein deutscher Zahntechniker und Bildhauer. Er hat viele Jahre in der niedersächsischen Gemeinde Lembruch im Landkreis Diepholz gelebt und gearbeitet.
Von ihm finden sich Skulpturen im öffentlichen Raum in verschiedenen Orten im Landkreis Diepholz.

## Leben
Friedrich ist in Thüringen aufgewachsen und zur Schule gegangen. In Osnabrück absolvierte er eine Zahntechnikerlehre. Er heiratete im Jahr 1950 in Lembruch. Mit seiner Frau Erika hat er zwei Kinder. Im Jahr 1954 legte er seine Meisterprüfung in Bremen ab und arbeitete von 1955 bis 1985 selbständig als Zahntechnikermeister.
Friedrich hatte Ausstellungen im Dümmer-Museum, in Kirchdorf und in der Dresdner Bank Osnabrück. Der Erlös der Verkäufe dort wurde für den Wiederaufbau der Frauenkirche Dresden gespendet.

## Werke
- Lemförde: vor der Sparkasse die Bronzeskulptur Haubentaucher (1981)
- Lemförde: auf dem Raiffeisen-Parkplatz ein Brunnen aus Granit mit der Bronzeskulptur Silberreiher (1984)
- Diepholz: bei der Kreissparkasse Gänsebrunnen, Bronze, 1987
- Lembruch: vor der Sparkasse die Skulptur Fischotter, Bronze
- Sulingen: in der Kassenhalle der Sparkasse Das Sulinger Relief (Wandrelief) (siehe „Literatur“)

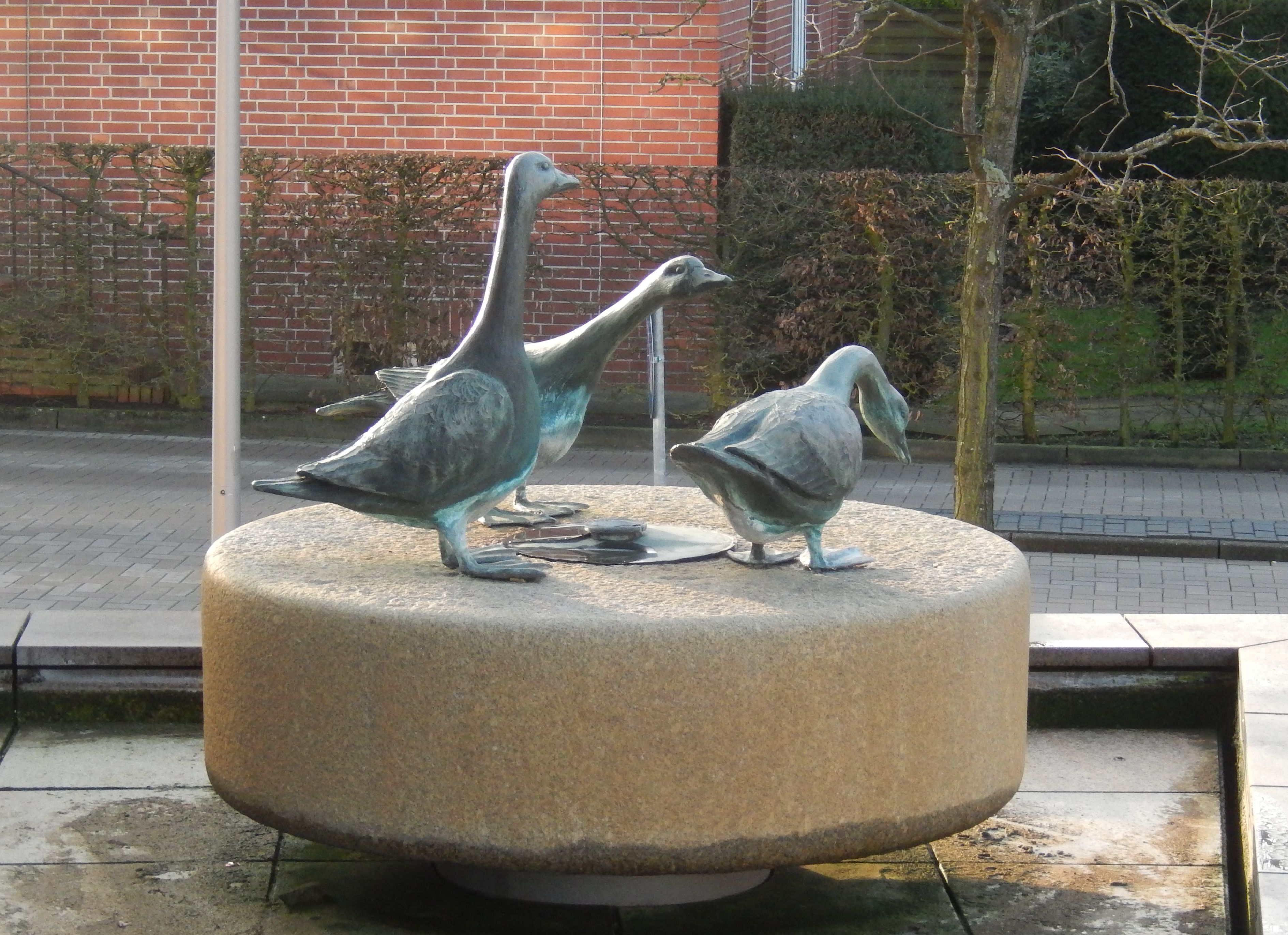
Gänsebrunnen in Diepholz
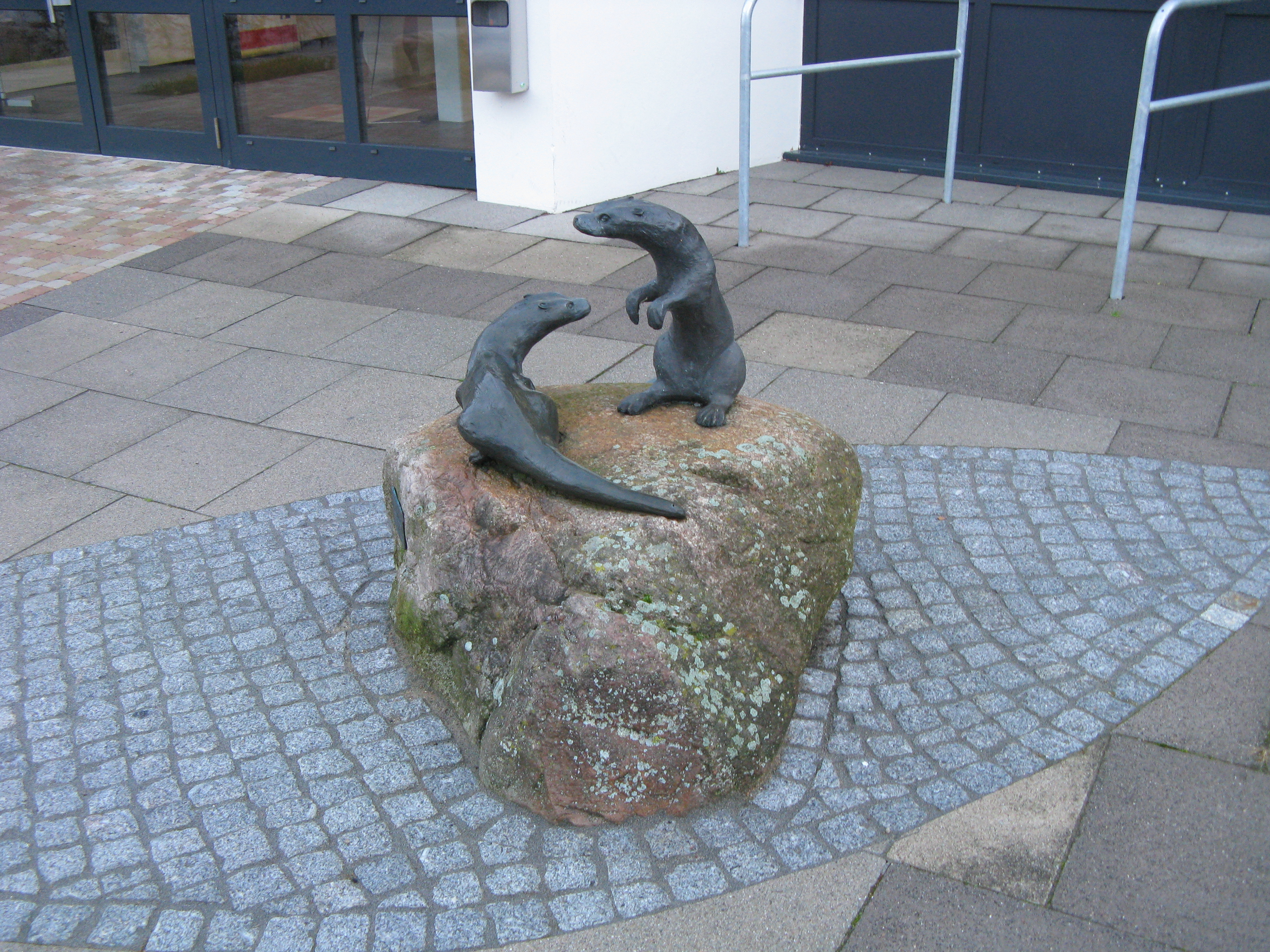
Skulptur Fischotter in Lembruch